# Sandy
Sandy — второй сольный студийный альбом британской фолк-рок-певицы Сэнди Денни, записанный с продюсером Тревором Лукасом (её будущим мужем) и выпущенный Island Records (ILPS 9207) в сентябре 1972 года.

## Об альбоме
Звучание пластинки (8 песен которой были написаны самой певицей) несколько отличалось от её предыдущих работ (трех альбомов в составе Fairport Convention и одного во главе Fotheringay): впервые в музыке Дэнни появились мотивы музыки кантри.
В числе приглашенных музыкантов, работавших над альбомом в студии, были участники Fairport Convention Ричард Томпсон и Дэйв Сворбрик, а также Сники Пит Клейноу (Sneaky Pete Kleinow), в прошлом — участник Flying Burrito Brothers.

## Список композиций
1. «It’ll Take a Long Time» — 5:13
2. «Sweet Rosemary» — 2:29
3. «For Nobody to Hear» — 4:14
4. «Tomorrow Is a Long Time» (Боб Дилан) — 3:56
5. «The Quiet Joys of Brotherhood» (Ричард Фаринья) — 4:28
6. «Listen, Listen» — 3:58
7. «The Lady» — 4:01
8. «Bushes and Briars» — 3:53
9. «It Suits Me Well» — 5:05
10. «The Music Weaver» — 3:19

### Бонус-треки (ремастеринг)
1. «Here In Silence» (Питер Элфорд, Дон Фрейзер) — 3:53
2. «Man of Iron» (Питер Элфорд, Дон Фрейзер) — 7:40
3. «Sweet Rosemary» (демоверсия) — 3:00
4. «Ecoute, Ecoute» — 3:59
5. «It’ll Take a Long Time» (концертная версия) — 5:22

## Участники записи
- Sandy Denny — гитара, фортепиано, вокал
- Richard Thompson — гитара, мандолина, вокал
- Pat Donaldson — бас-гитара, вокал
- Sneaky Pete Kleinow — педал-стил гитара[1]
- Dave Swarbrick — скрипка
- John Bundrick — орган, фортепиано
- Timi Donald — ударные
- Linda Thompson — вокал
- Allen Toussaint — аранжировка духовых инструментов
- Harry Robertson — аранжировка струнных инструментов
- Trevor Lucas — продюсер
- John Wood, Cy Frost — звукоинженеры
- David Bailey — фотография